# 马哈茂德清真寺
马哈茂德清真寺 (阿拉伯语：‎, 希伯來語：‎；英语：Mahmood Mosque)是以色列海法迦密山的一座清真寺，由阿赫迈底亚穆斯林社团建于1970年代末，位于迦密山山脊上一个阿拉伯人和犹太人混居的社区。

## 历史
迦密山的第一个清真寺建于1931年。马哈茂德清真寺建于1970年代，以阿赫迈底亚穆斯林社团创始人的儿子，第二位哈里发命名。
这座清真寺有两个35米高的白色叫拜楼，主宰着附近居住区的天际线。

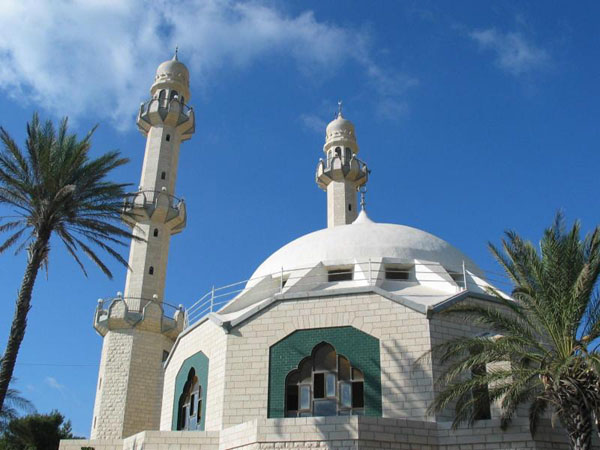
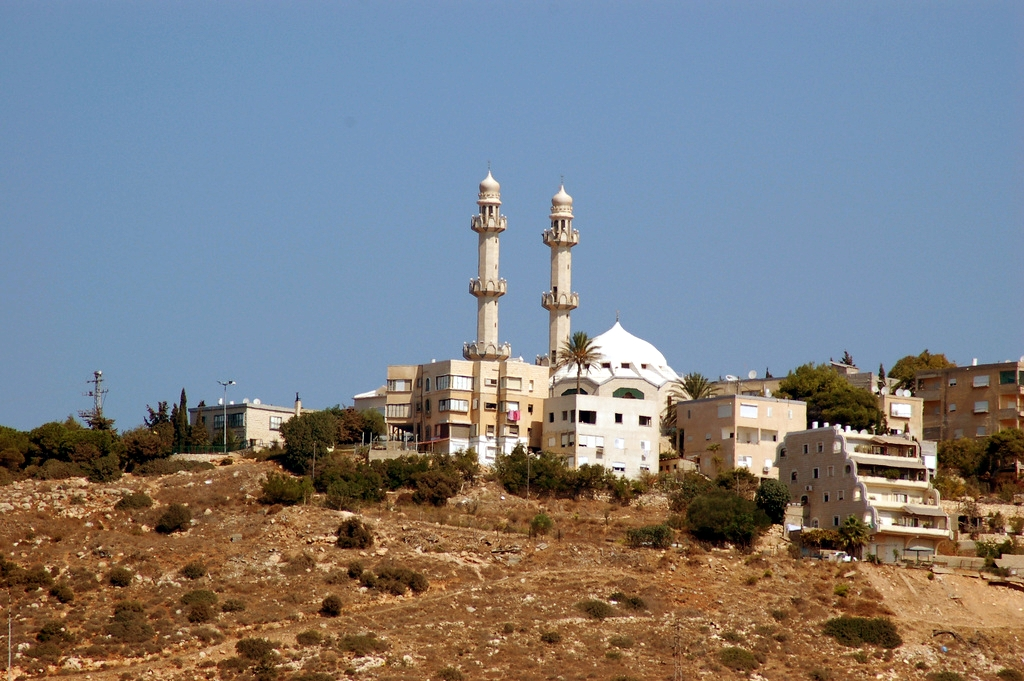
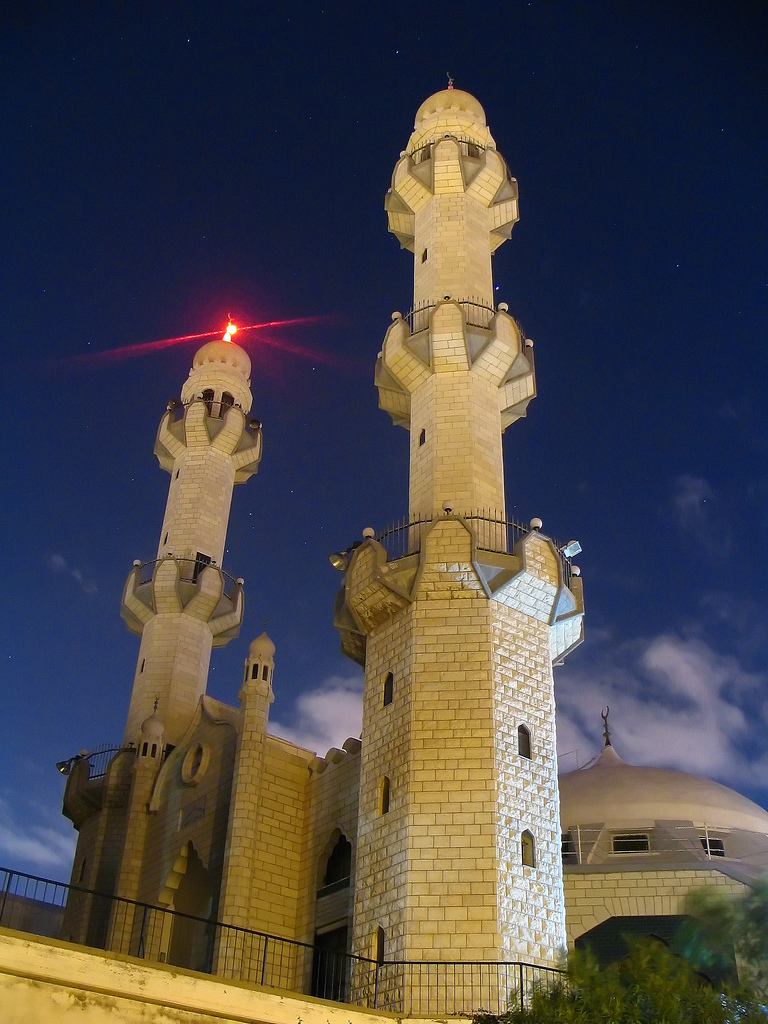